# Guatteria emarginata
Guatteria emarginata este o specie de plante angiosperme din genul Guatteria, familia Annonaceae, descrisă de Lobão, Maas și Mello-silva. Conform Catalogue of Life specia Guatteria emarginata nu are subspecii cunoscute.